# تاو جين
تاو جين (بالصينية: 陶金) (2 يونيو 1985 بشانغهاي في الصين - ) هو لاعب كرة قدم صيني في مركز الدفاع. لعب مع شانغهاي غرينلاند شينهوا وHunan Billows F.C. ‏.

## وصلات خارجية
- تاو جين على موقع قاعدة بيانات كرة القدم.إي يو (الإنجليزية)